# كلاتة خيج
كلاتة خيج (بالفارسية: کلاته خیج) هي مدينة تقع في إيران في Bastam District. يقدر عدد سكانها بـ 5,335 نسمة .